# 福山平成大学
福山平成大学（ふくやまへいせいだいがく、英語: Fukuyama Heisei University）は、広島県福山市に本部を置く私立大学である。大学の略称は福平大。 
学校法人福山大学が運営し、同市内にある福山大学は姉妹校である。
また、校名に「平成」を冠した最初の大学である。

## 概観

### 大学全体
- 福山市内にあった広島大学生物生産学部・教育学部福山分校の東広島市への統合移転により福山市内の若者人口が減少することに危惧を抱いた地元経済界の要望を受け、福山商工会議所が中心となり1989年に「福山国際情報大学(仮称)設立発起人会」を結成し、四年制大学新設構想を発表。当初は第三セクター方式により大学運営のための学校法人を新たに設立することも検討されたが、結局、1975年（昭和50年）開学の福山大学を運営する学校法人福山大学に地元経済界及び広島県・福山市他近隣市町村が資金援助を行うことで新大学を設立することとなり、福山大学経済学部経営情報学科を分離独立する形で、現在地（広島大学生物生産学部御幸農場跡）に福山平成大学として1994年（平成6年）に開学した。
- 正門から桜の並木道がある。校章は桜並木にちなみ、桜の花をデザインしたものである。

### 建学の精神
建学の精神として「御幸五訓」が定められている。

### 沿革
- 1994年（平成6年） : 福山平成大学開学。経営学部に経営情報学科、経営法学科、経営福祉学科の3学科を設置
- 2000年 : 大学院に経営学研究科を開設。経営情報学専攻（修士課程）、経営法学専攻（修士課程）を設置
- 2003年 : 経営学部経営法学科を経営学部ビジネス法学科に名称変更
- 2004年 : 経営学部経営福祉学科を改組し、福祉健康学部（福祉学科、健康スポーツ科学科）を開設
- 2006年 : 福祉健康学部福祉学科に社会福祉学専攻、幼児保育学専攻を開設
- 2007年 : 看護学部看護学科開設
- 2008年 : 経営学部経営情報学科を経営学部経営学科に名称変更。健康福祉学部福祉学科社会福祉学専攻、幼児保育学専攻を改組し、福祉学科、こども学科の二学科に
- 2009年 : 大学院にスポーツ健康科学研究科スポーツ健康科学専攻（修士課程）および看護学研究科看護学専攻（修士課程）を開設
- 2011年 : 助産学専攻科開設

## 教育および研究

### 学部・学科
- 経営学部
  - 経営学科
- 福祉健康学部
  - 福祉学科（社会福祉コース、介護福祉コース）
  - 健康スポーツ科学科
  - こども学科
- 看護学部
  - 看護学科

### 研究科・専攻
- 経営学研究科
  - 経営情報学専攻
- スポーツ健康科学研究科
  - スポーツ健康科学専攻
- 看護学研究科
  - 看護学専攻

### 専攻科
- 助産学専攻科

### 付属施設
- 付属図書館
- 情報教育研究センター

## 大学関係者一覧

### 著名な過去の教員
- 中義勝 - 副学長
- 澤井裕 - 教授
- 河合伊六 - 教授、広島大学名誉教授
- 大谷まこと - 教授（福祉健康学部福祉学科）

### 現在の教員
- 若井研治 - 助手（福祉健康学部健康スポーツ科学科）サッカー部監督。元サンフレッチェ広島所属のJリーガー。
- 伊藤憲孝 - 講師

### 出身者
- ベゼラ・ダシルバ・サムエル・ジュニオル - 元バレーボール選手
- 迫田郭志 - バレーボール選手
- 西本圭吾 - バレーボール選手
- 三好佳介 - バレーボール選手
- 谷尻勝将 - バレーボール選手

## 最寄駅
- JR福塩線:道上駅または万能倉駅より徒歩15分。
- JR神辺駅からスクールバス（約10分）。
- 広島バスセンターよりリードライナーで終点下車（1時間54分）。